# Theninger Straße
Die Theninger Straße (B 133) ist eine Landesstraße in Österreich. Sie verbindet auf einer Länge von 11 km die Wiener Straße (B 1) mit der Eferdinger Straße (B 129) im Westen von Linz. Die Theninger Straße führt am Flughafen Linz entlang. Benannt ist die Straße nach der Ortschaft Thening, einem Teil der Gemeinde Kirchberg-Thening, die an der Straße liegt.

## Geschichte
Die Verbindungsstraße zwischen Straßham und Traun wird seit 1932 als Theninger Straße bezeichnet.
Die Theninger Straße gehört seit dem 1. Dezember 1973 zum Netz der Bundesstraßen in Österreich.